# Björn-Erik Roos
Björn-Erik Roos, född 18 juni 1922 i Helsingfors, död 17 januari 1994 i Uppsala domkyrkoförsamling, var en finländsk-svensk psykiater.
Roos var son till den finländske historikern John Erik Roos och Hjördis Ragnhild Margareta Hildebrand. 
Roos blev medicine licentiat vid Helsingfors universitet 1950, vid Karolinska institutet i Stockholm 1952, medicine doktor och docent i farmakologi vid Göteborgs universitet 1964. Han var underläkare vid medicinska avdelningen på Skellefteå lasarett 1951–54, på Sollidens sanatorium i Östersund 1954–57, på Lillhagens sjukhus 1957–62, var amanuens på farmakologiska institutionen vid Göteborgs universitet 1961–64, lärare i klinisk farmakologi där 1965 samt professor i psykiatri vid Uppsala universitet och överläkare vid psykiatriska kliniken på Akademiska sjukhuset 1974–89. Han författade skrifter i endokrinologi, farmakologi, fysiologi, invärtes medicin och psykiatri.